# Efekt Sylvii Plath
Efekt Sylvii Plath (ang. Sylvia Plath effect) – teoria według której poeci (a zwłaszcza poetki) są bardziej podatne na zaburzenia psychiczne, niż inni pisarze.
Termin ten został stworzony przez psychologa Jamesa Kaufmana w 2001 roku. Chociaż w wielu wcześniejszych badaniach (np. Kay Redfield Jamison w 1989) wykazano, że pisarze są bardzo narażeni na choroby psychiczne, to związek ten nie został dogłębnie zbadany. Kaufman wykazał, że prawdopodobieństwo wystąpienia zaburzeń psychicznych u poetek jest dużo wyższe niż na przykład u kobiet zajmujących się polityką czy aktorstwem.
Nazwa zjawiska pochodzi od amerykańskiej poetki Sylvii Plath, która cierpiała na zaburzenia afektywne dwubiegunowe i popełniła samobójstwo w wieku 30 lat. Innymi pisarzami chorującymi na zaburzenia psychiczne oprócz Plath były takie pisarki jak Virginia Woolf, Sara Teasdale, Anne Sexton, Sarah Kane, a wśród mężczyzn Richard Brautigan.
W badaniu pierwszym Kaufman przeanalizował 1629 pisarzy pod kątem zaburzeń psychicznych. Według wyników badań poetki okazały się grupą bardziej podatną na choroby psychiczne niż pozostali pisarze obydwu płci. W drugim badaniu przeanalizowano 520 wybitnych kobiet z różnych dziedzin (poetki, polityczki, aktorki, prozaiczki). Po raz kolejny poetki były bardziej narażone na zaburzenia. W innym badaniu, przeprowadzonym przez Katedrę Psychiatrii na Uniwersytecie Medycznym Kentucky, stwierdzono, że pisarki okazały się być bardziej narażone na zaburzenia nastroju, ataki paniki, napady lękowe, narkomanię i zaburzenia odżywiania.